# Nkosi Sikelel’ iAfrika
Nkosi Sikelel’ iAfrika – hymn RPA w latach 1994–1997.
Pieśń stworzył w 1897 Enoch Sontonga, nauczyciel z Johannesburga.
W czasach apartheidu pieśń stała się popularnym hymnem wolnościowym. Była hymnem formalnie niepodległych bantustanów Ciskei i Transkei.
W 1994 roku przyjęto ją, obok dotychczasowego hymnu Die Stem van Suid-Afrika jako hymn państwowy Republiki Południowej Afryki.
Od 1997 roku RPA posiada nowy hymn państwowy, będący połączeniem Nkosi Sikelel’ iAfrika i Die Stem van Suid-Afrika.
Wersja Nkosi Sikelel’ iAfrika w języku suahili jest obecnie hymnem Tanzanii, a melodia pieśni została wykorzystana w hymnie Zambii. W przeszłości pieśń była także hymnem Zimbabwe i Namibii.

## Tekst pieśni w języku Xhosa
Nkosi sikelel’ iAfrika

Maluphakanyisw’ uphondo lwayo

Yiva imathandazo yethu

Nkosi Sikelela Nkosi Sikelela

Nkosi sikelel’ iAfrika

Maluphakanyisw’ uphondo lwayo

Yiva imathandazo yethu

Nkosi Sikelela

Thina lusapho lwayo.
Yihla moya, yihla moya

Yihla moya oyingcwele

Nkosi Sikelela

Thina lusapho lwayo.